# Muzeul Satului Vâlcean

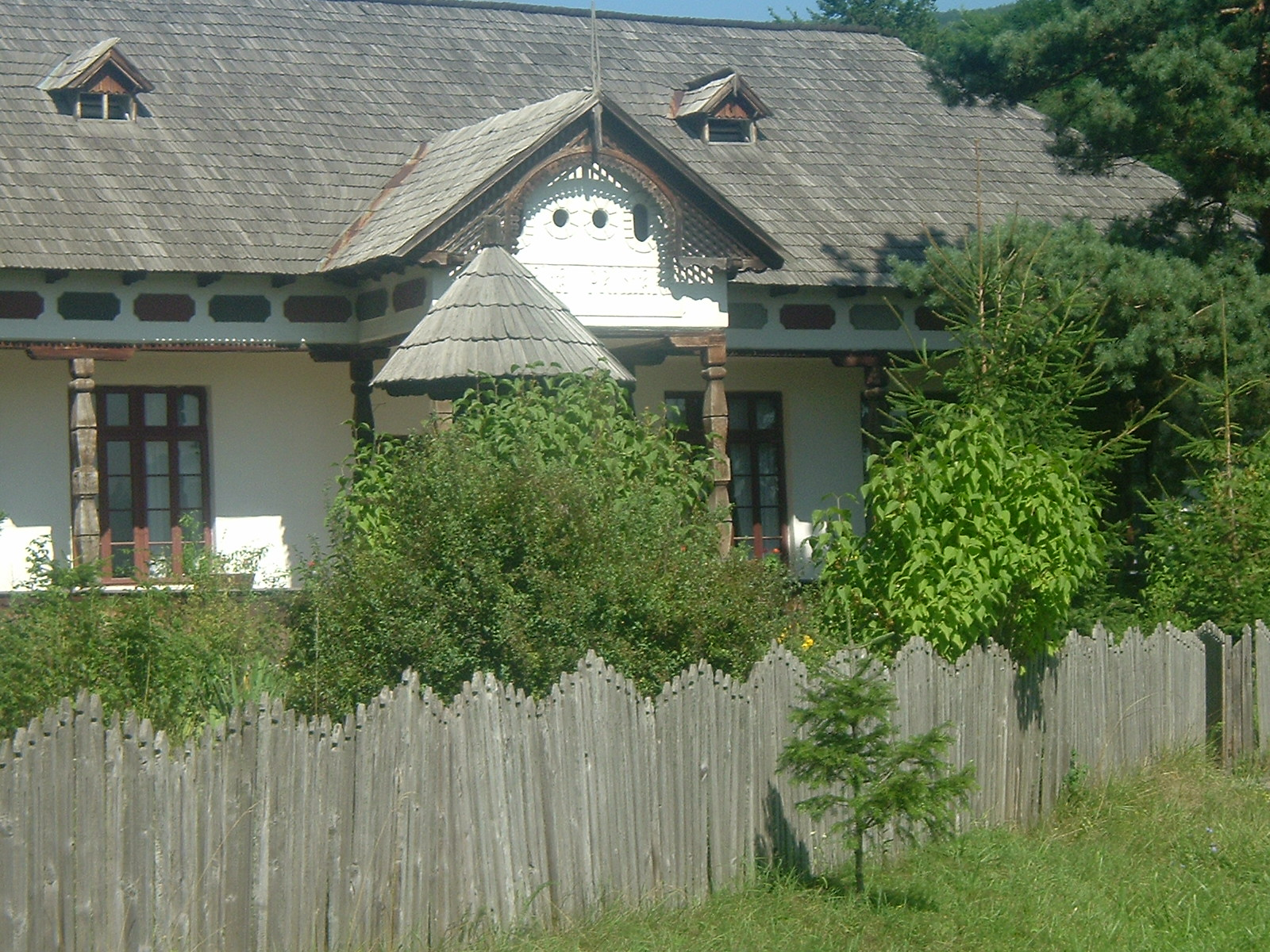
Muzeul Satului Vâlcean (școala rurală)

Muzeul Satului Vâlcean este un muzeu etnografic în aer liber construit pe o suprafață de 8 hectare, deschis în anul 1974 în comuna Bujoreni, Vâlcea.
Înființat în 1969 și deschis publicului în 1974, muzeul se află la granița municipiului Râmnicu Vâlcea și comună. Pe o suprafață de 8 hectare, satul-muzeu (care cuprinde aproape 80 de construcții arhitecturale și în jur de 12000 de piese muzeistice) reconstituie imaginea funcțională a unei așezări rurale tradiționale, cu toate instituțiile sale social-culturale. 
Alături de Cula Bujorenilor (numită și "cula cu scară exterioară", ctitorită în jur de 1810 de Preda Bujoreanu și inclusă în lista principalelor cule din Oltenia), Muzeul Satului Vâlcean mai cuprinde Hanul lui Bogdan (din 1889), școlile din Cacova (Stoenești) din secolul al XX-lea, Biserica de lemn (1785) în care încă se oficiază liturghii la marile sărbători, alte construcții religioase (cruci, troițe), case țărănești din județul Vâlcea mobilate și cu anexe gospodărești (cea mai veche casă având peste 200 de ani), precum și fântâni și porți specifice zonei.
Program de vizitare:  
- program de vară (aprilie - octombrie) : zilnic 10:00 - 18:00, luni închis
- program de iarnă (noiembrie - martie): zilnic 09:00 - 17:00, luni închis

## Galerie

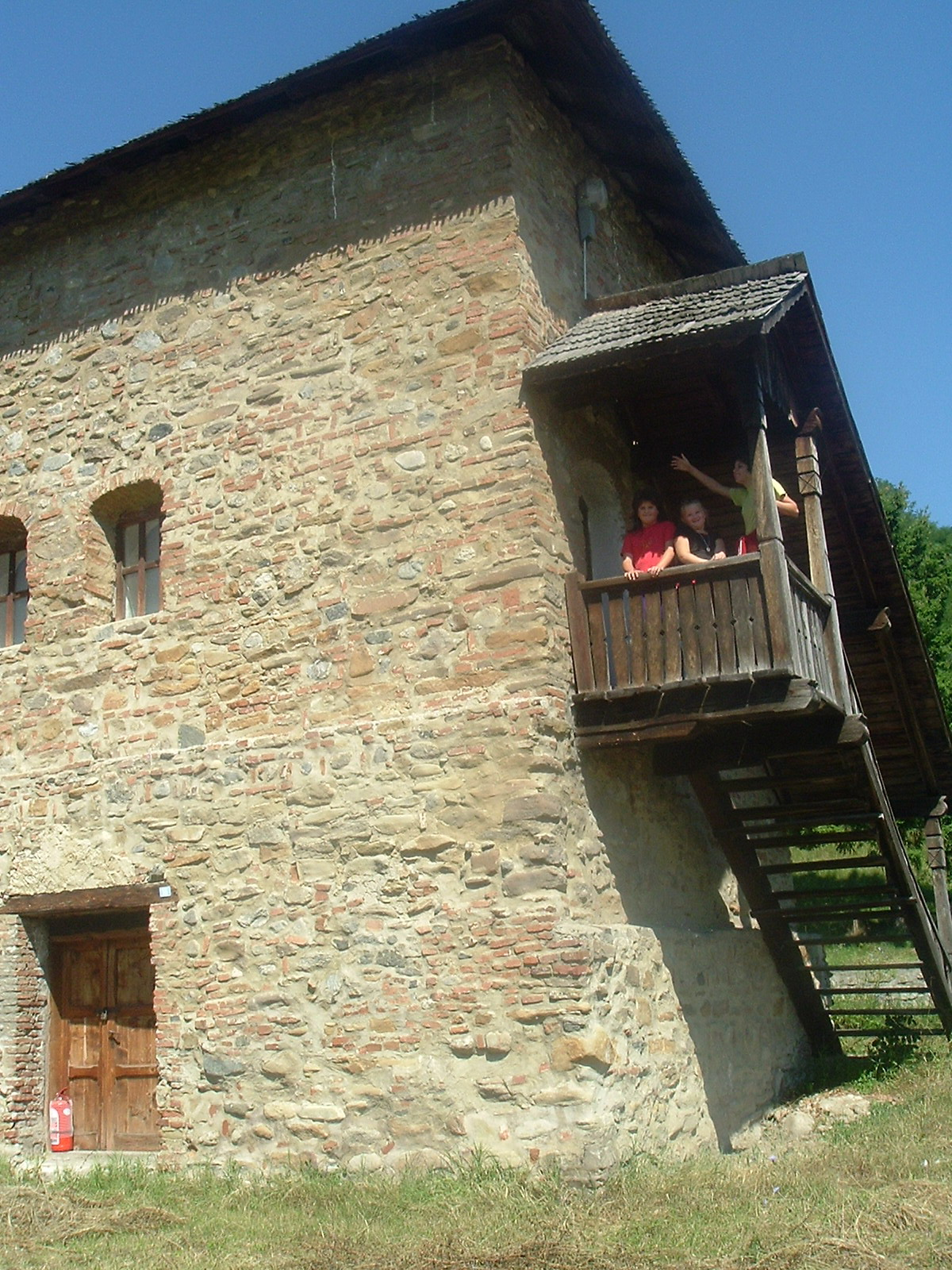
Culă (casă fortificată din zona Horezu)
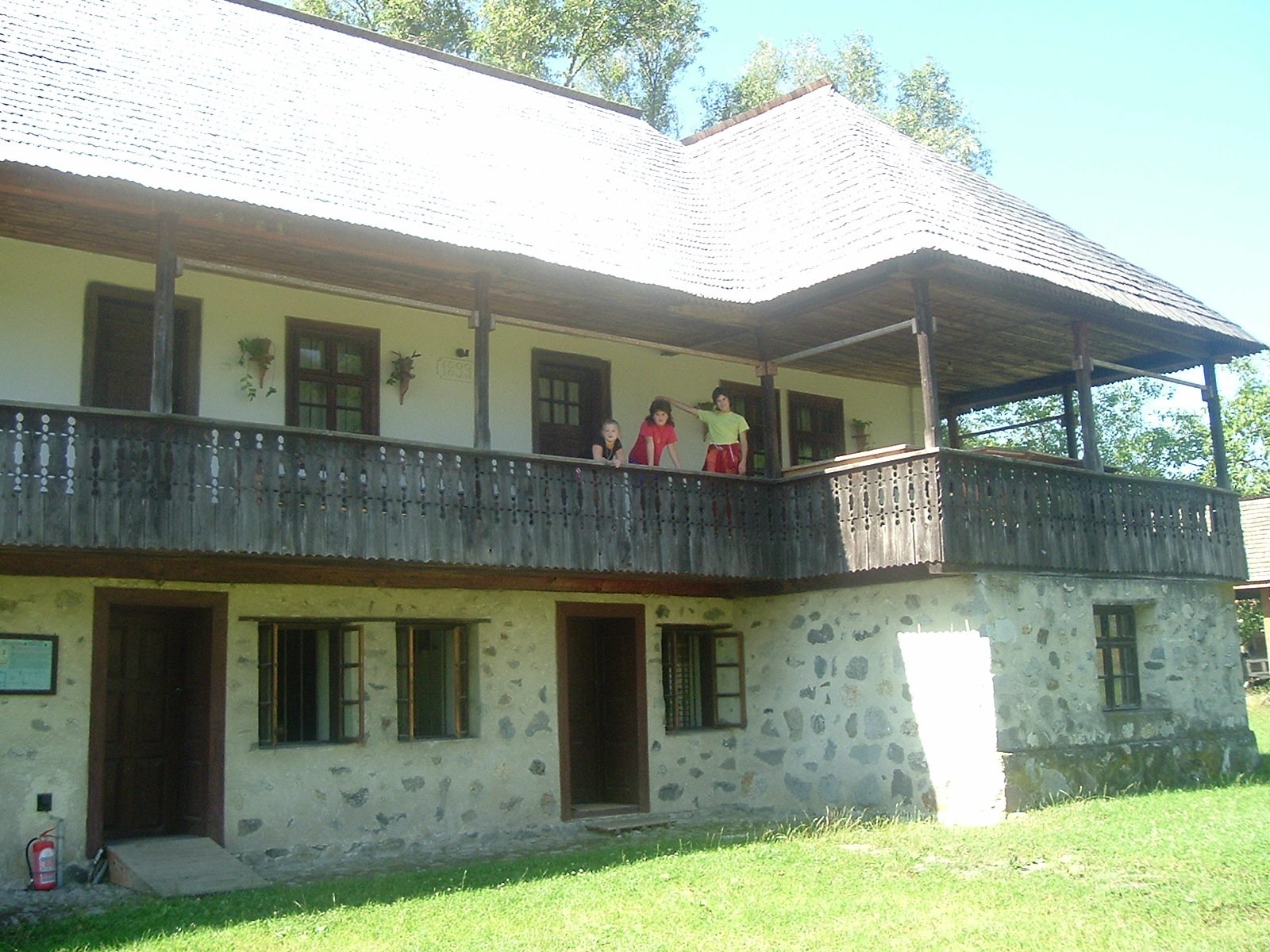
Han rural
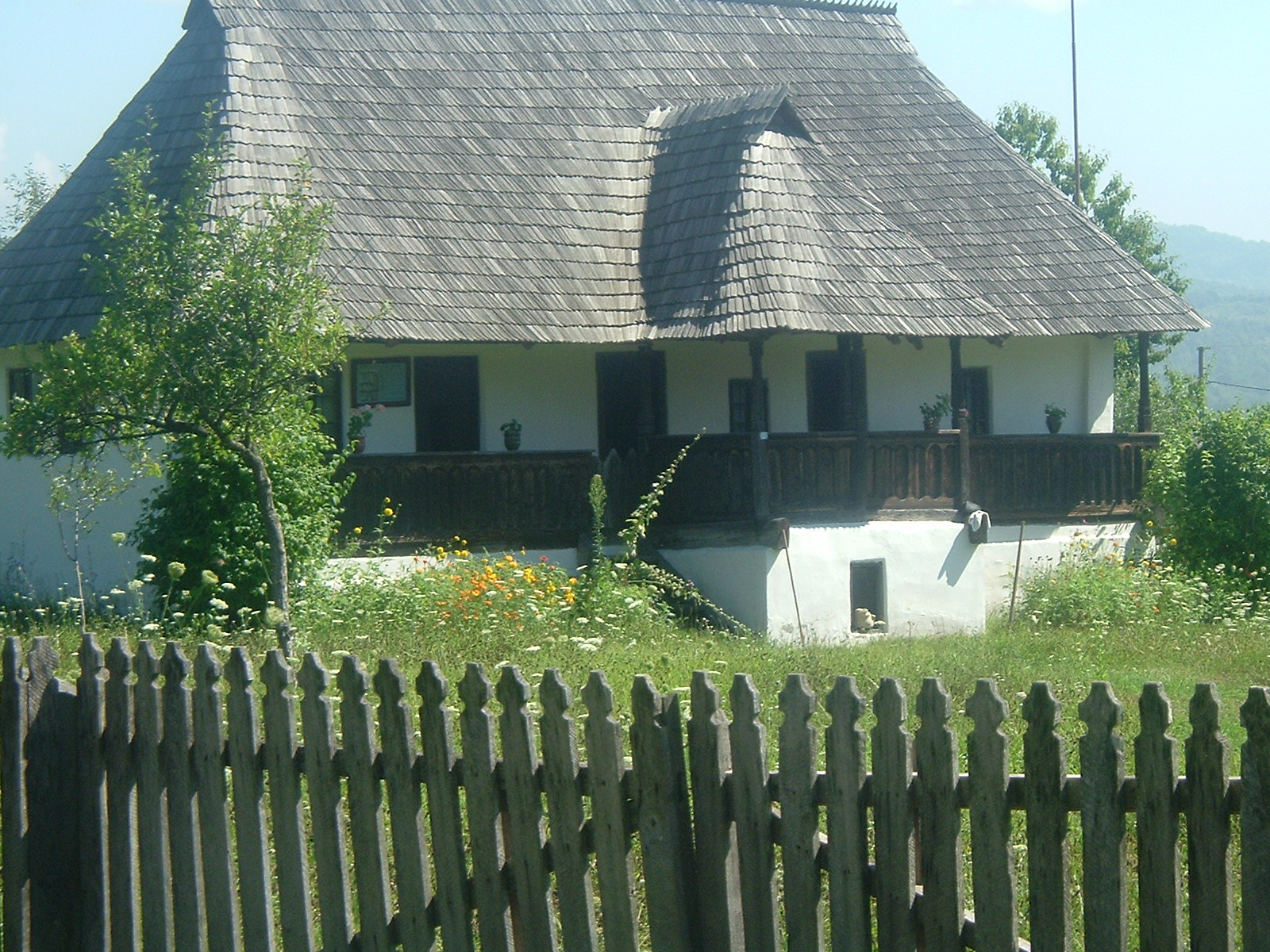
Casă rurală
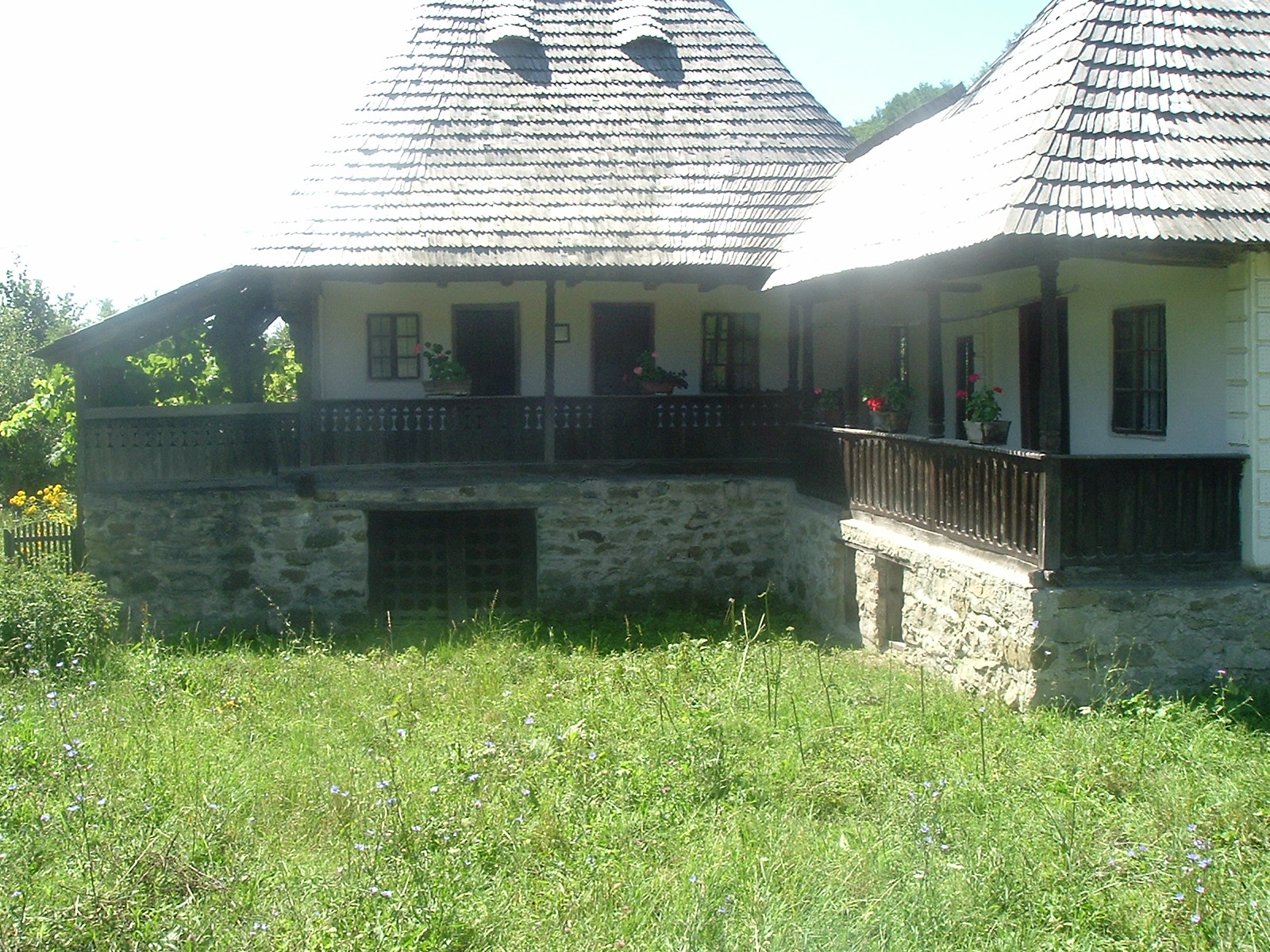
Casă rurală
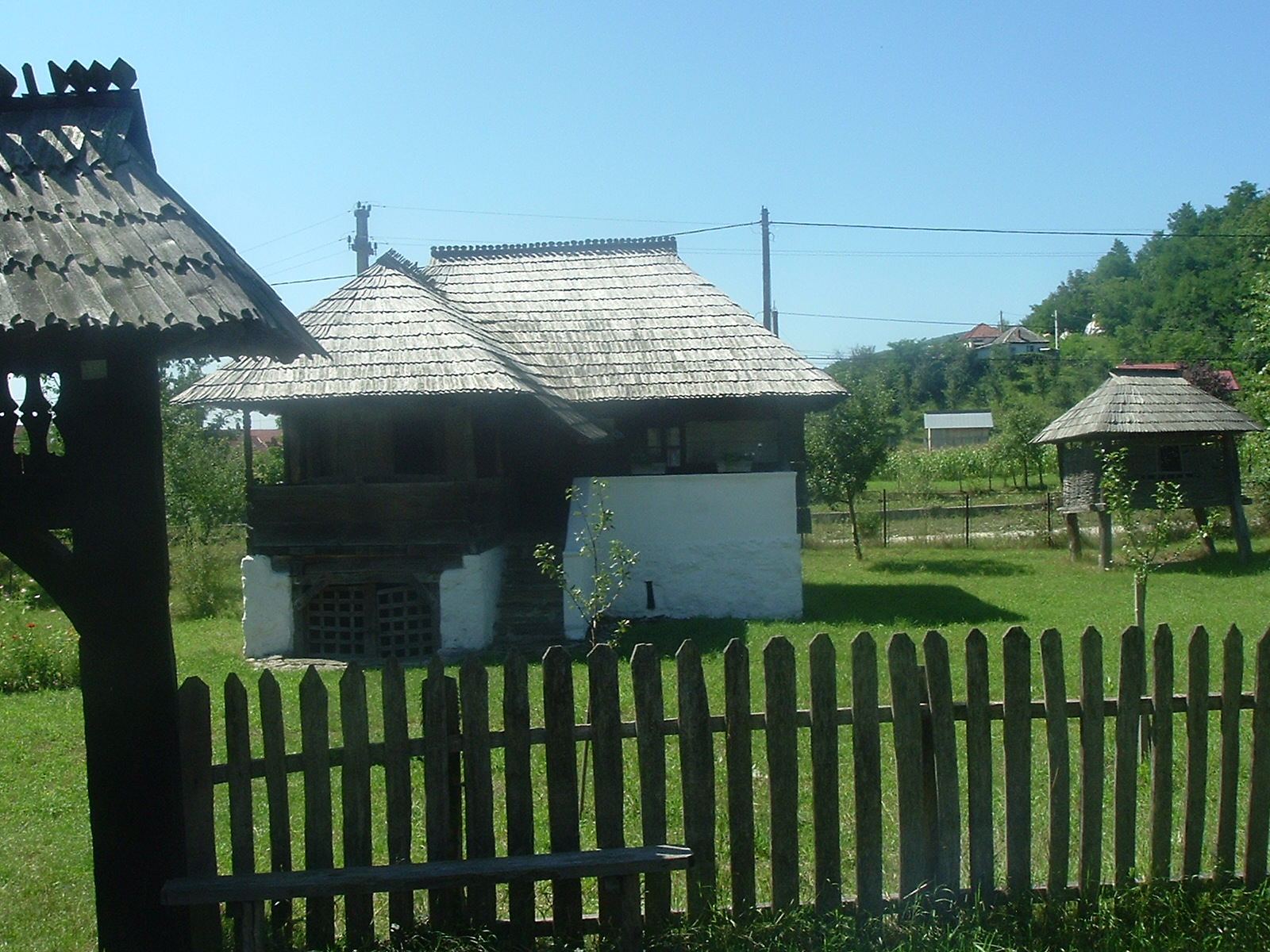
Casă rurală